# Schlosskirche (Ahorn)

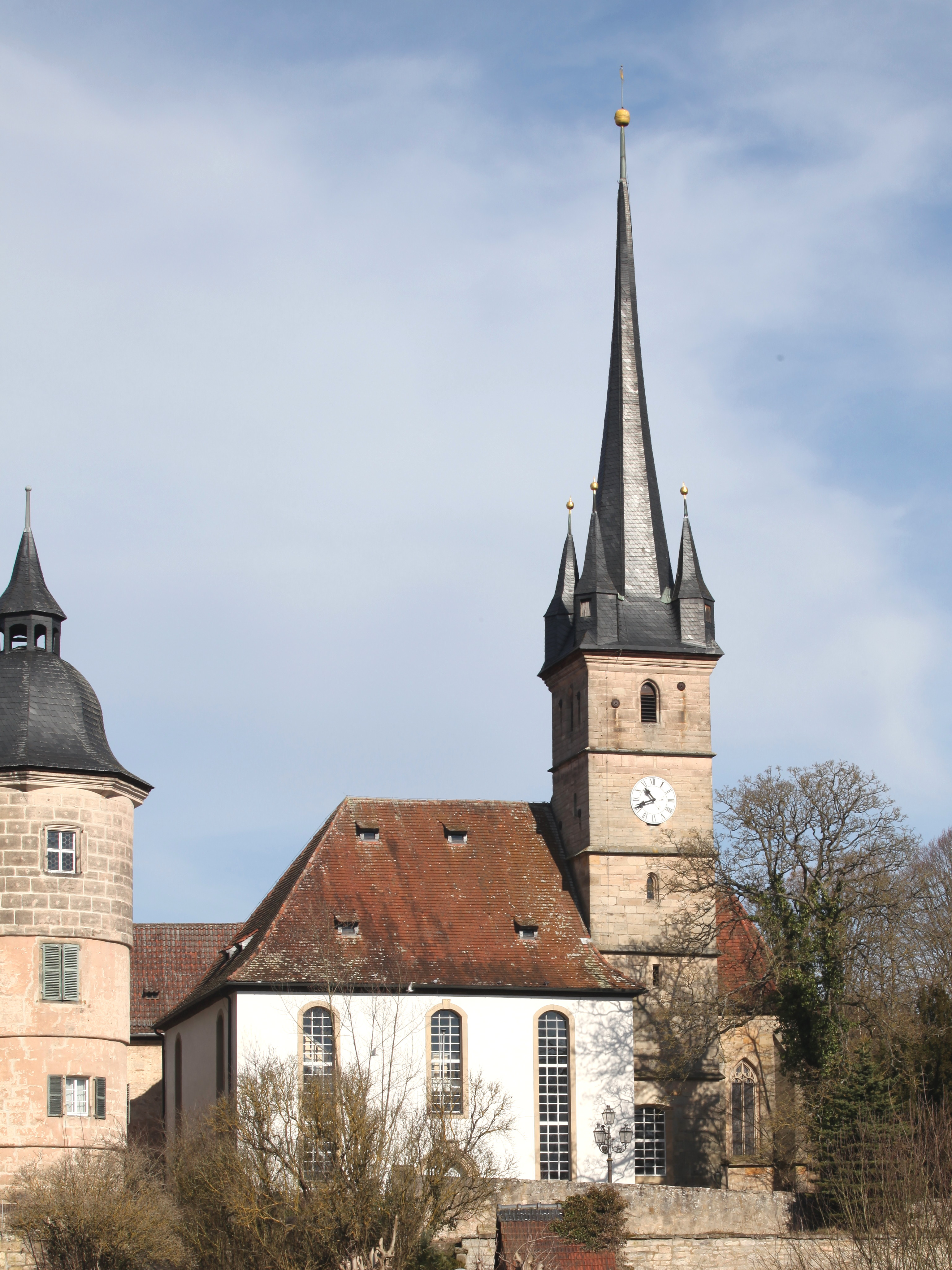
Schlosskirche Ahorn

Die evangelisch-lutherische Schlosskirche im oberfränkischen Ahorn im Landkreis Coburg stammt in ihrer heutigen Gestalt aus dem Ende des 18. Jahrhunderts. Die Pfarrkirche bildet zusammen mit dem benachbarten Schloss ein markantes Ensemble.

## Baugeschichte

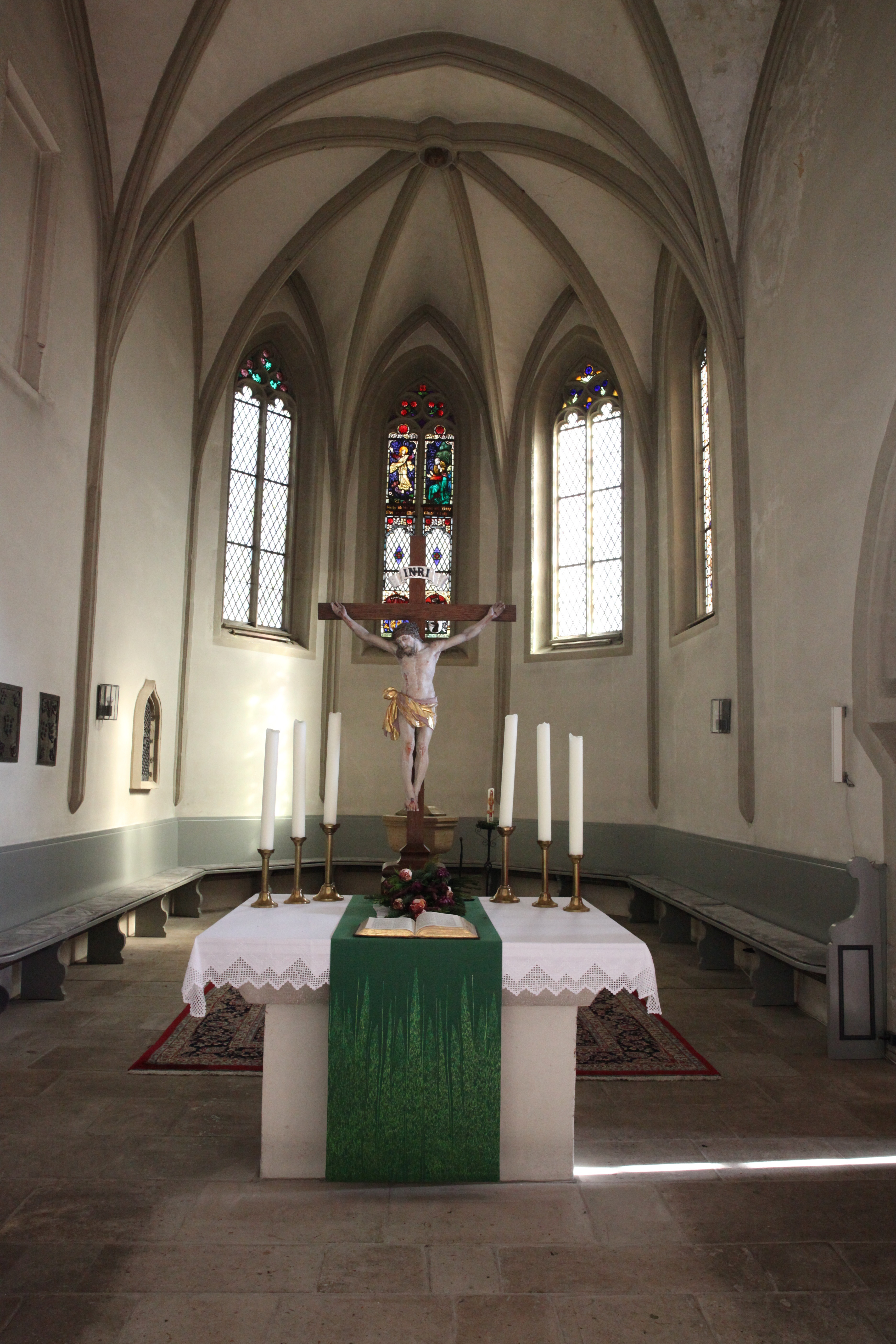
Chorraum

Im Jahr 1312 wurde erstmals eine „capella“ in Ahorn erwähnt. Die pfarrherrlichen Rechte hatte die Schlossherrschaft. In der vorreformatorischen Zeit war die Kirche der Gottesmutter Maria geweiht. Ab etwa 1400 erfolgte der Bau des Kirchturms, des Chores und der Sakristei, die um 1500 ein Obergeschoss erhielt. Zwischen 1610 und 1634 ließ der Schlossherr Wilhelm von Streitberg das Langhaus nach Süden erweitern. Eine andere Vergrößerung war aufgrund des benachbarten Schlosses nicht möglich. Der Grundriss entspricht vermutlich dem gegenwärtigen. 1627 bekam der Kirchturm nach einem Sturmschaden mit zwei weiteren Geschossen und einem Achteckhelm sein heutiges Erscheinungsbild. 1703 brannte der Kirchturm, der ein Jahr später wiederhergestellt war. Zwischen 1789 und 1793 wurde die letzte größere Baumaßnahme durchgeführt. Dabei wurden das Querhaus umgebaut, das Kirchenschiff einschließlich Fenster erhöht und eine zweigeschossige Empore mit Loge für die Schlossherrschaft eingebaut. Im Rahmen von Restaurierungsarbeiten von 1914 bis 1916 ließ die Gemeinde im Chor Maßwerkfenster und Glasgemälde einbauen. Gotische Wandmalereien mit Darstellungen von Engeln mit Apostelkreuzen wurden freigelegt, aber vermutlich wieder übermalt. Bei einer grundlegenden Renovierung von 1934 bis 1935 wurden unter anderem die im Fußboden eingelassenen Grabplatten ausgebaut und in die Wände eingelassen.

## Baubeschreibung

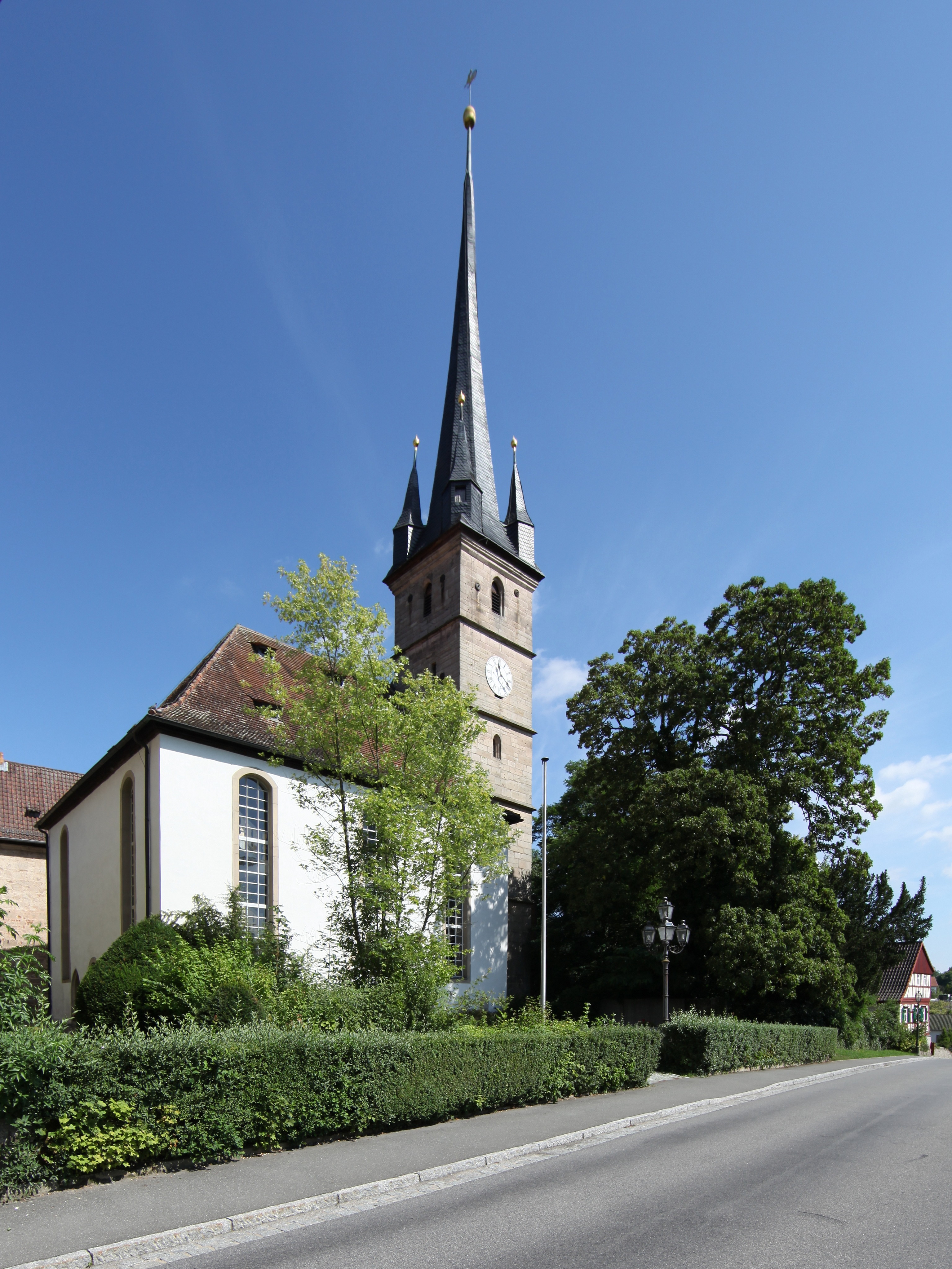
Südfassade

Die Kirche steht neben dem Schloss, das Ortsbild prägend, markant an einem Hang. Sie besteht an der östlichen Seite aus dem mittelalterlichen Turm und dem nördlich angebauten gotischen Chorraum sowie der zweigeschossigen Sakristei. Das jüngere Kirchenschiff ist aus der Spätbarockzeit und hat im Verhältnis zum Chor eine nach Süden verschobene Achse.
Der 45 Meter hohe Kirchturm hat fünf Stockwerke und ist durch vier kräftige Gesimse gegliedert. Er besitzt einen schlanken Achteckhelm, der unten von vier Scharwachttürmchen eingefasst ist. Der Turm steht auf der 3,15 Meter langen und 2,5 Meter breiten Vorhalle im Sockelgeschoss, die ein Kreuzgewölbe überspannt und zum Langhaus geschlossen wurde. Im ersten Obergeschoss befinden sich rechteckige Fensterschlitze, in der folgenden Etage kleine Spitzbogenfenster. Das dritte Geschoss hat kleinere rundbogige Fenster und Fensterschlitze. Es wird durch die großen Ziffernblätter der Kirchturmuhr geprägt. Im obersten Geschoss sind Spitzbogenfenster vorhanden.
Der gotisch gestaltete, fünfseitige Chorraum ist 9,3 Meter lang und 5,0 Meter breit. Er ist von zwei Kreuzgewölben mit Birnstabrippen, die über dem Fußboden beginnen, überspannt. Das Schlussjoch ist deutlich kürzer als das westlich anschließende Langjoch. Die Schlusssteine zeigen einen gemeißelten Christuskopf sowie ein Rosette. Im Chorschlussjoch befindet sich an der Nordwand eine schweifbogige Sakramentsnische, die mit einem mittelalterlichen Gitter verschlossen ist. Ein spitzbogiger Triumphbogen verbindet den Chor mit dem Langhaus. Ein weiterer Spitzbogen befindet sich an Südseite als Verbindung zur Vorhalle. Der Chorraum enthält vier spitzbogige Chorfenster, eines an jeder Schlussseite und eines an der Südseite des Schlussjoches. Die Fassade ist unter anderem durch ein Sockel- und ein Fensterbankgesims und Strebepfeiler gegliedert.
Nördlich vom Chorraum, verbunden durch eine eisenbeschlagene Tür mit einem großen Schloss, befindet sich die Sakristei, die 4,6 Meter lang und 2,6 Meter breit ist und ein Tonnengewölbe hat. Sie besitzt ein Obergeschoss mit zwei Kreuzgewölben, das durch einen innen runden und außen mehreckigen Treppenturm mit einem Kegelhelm erschlossen ist. Der Raum im Obergeschoss war wohl die erste Herrschaftsloge.
Das Langhaus überspannt eine hölzerne Flachdecke. Im rechteckigen Innenraum tragen toskanische Holzsäulen eine dreiseitige, zweigeschossige Empore. Die Längsseiten haben je drei flachbogige, hohe Fenster. Das Dreifaltigkeitsdreieck im Strahlenkranz ziert die verputzte Decke. Den Hauptzugang bildet ein in der Südseite mittig angeordnetes, reich verziertes, rundbogiges Sitznischenportal mit einem Schlussstein, der das Wappen derer von Streitberg und unter anderem die Jahreszahl der Langhauserweiterung „1634“ trägt. Die Westfassade hat zwei lange flachbogige Fenster, eine kleine flachbogige Tür und ein zugemauertes spitzbogiges Portal.

## Ausstattung

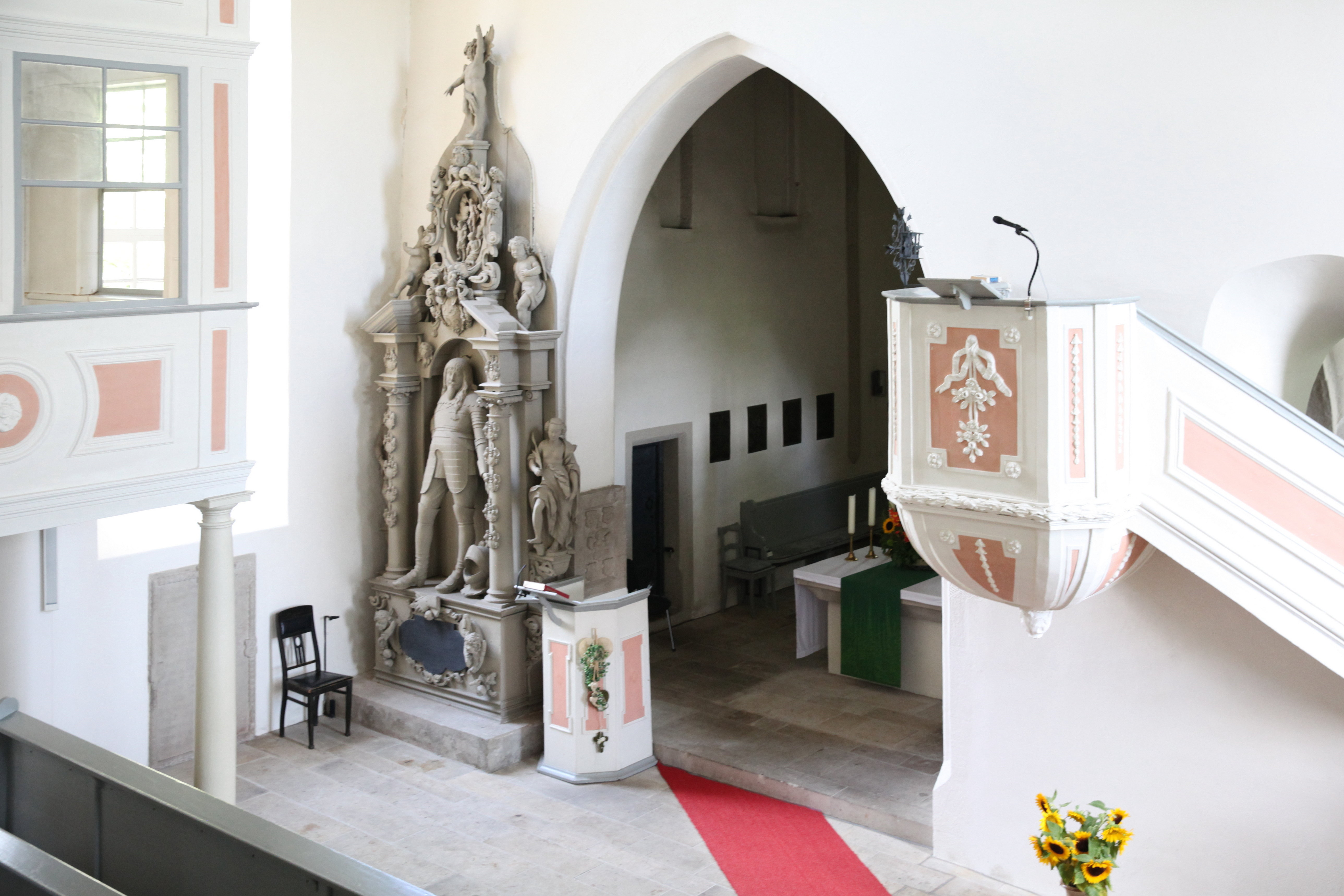
Epitaph Wilhelm Ludwig Streitberg, Kanzel

Die hölzerne Kanzel am südlichen Triumphbogenpfeiler stammt aus der ersten Hälfte des 19. Jahrhunderts. Sie ist mit Kelchgehängen, Lorbeersträngen, Blumenbündeln und Bändern verziert.
Prägend für den Innenraum sind zwei an der Ostwand des Langhauses aufgestellte Epitaphe der Herren von Streitberg. Das Sandsteinepitaph rechts vom Triumphbogenpfeiler stammt aus dem Jahr 1616 und wurde für Wilhelm von Streitberg († 1631) und dessen erste Ehefrau Anna († 1615) aufgestellt. Es ist ein Werk von Johann Werner aus Nürnberg und dessen Schwiegersohn Veit Dümpel aus Altenstein und zeigt das kniende Ehepaar von Streitberg und ihre Kinder. Das links stehende Holzepitaph erinnert an Wilhelm Ludwig von Streitberg († 1638), Sohn von Wilhelm von Streitberg, mit dem die männliche Linie des Geschlechts derer von Streitberg ausstarb.
Außerdem schmücken vier Renaissance-Bronzegrabplatten von Mitgliedern der Familie derer von Rosenau die Nordwand des Chorraums. Die Platten stammen aus dem 16. Jahrhundert und enthalten nur Wappen, die von Umschriften gerahmt werden. Eine Tafel am südlichen Triumphbogenpfeiler erinnert an die Familie von Hendrich.

## Glocken
Im Kirchturm hängen drei Glocken. Die älteste und größte Glocke mit 106 Zentimeter Durchmesser stammt aus dem Jahr 1772 und ist auf den Ton fis gestimmt. Die beiden anderen Glocken wurden 1954 gegossen und sind auf cis und A gestimmt. Die kleine Glocke trägt die Aufschrift „Zum Andenken an die Goldene Konfirmation 1952 gestiftet von Johann Gemmer.“ und „Bete und arbeite!“, die mittlere „Allein Gott die Ehre.“ Sie ersetzen Glocken, die im Ersten Weltkrieg eingeschmolzen wurden, die mittlere Glocke mit einem Durchmesser von 83 Zentimeter war 1821 und die kleine mit 65 Zentimeter Durchmesser war 1703 gegossen worden.

## Orgel

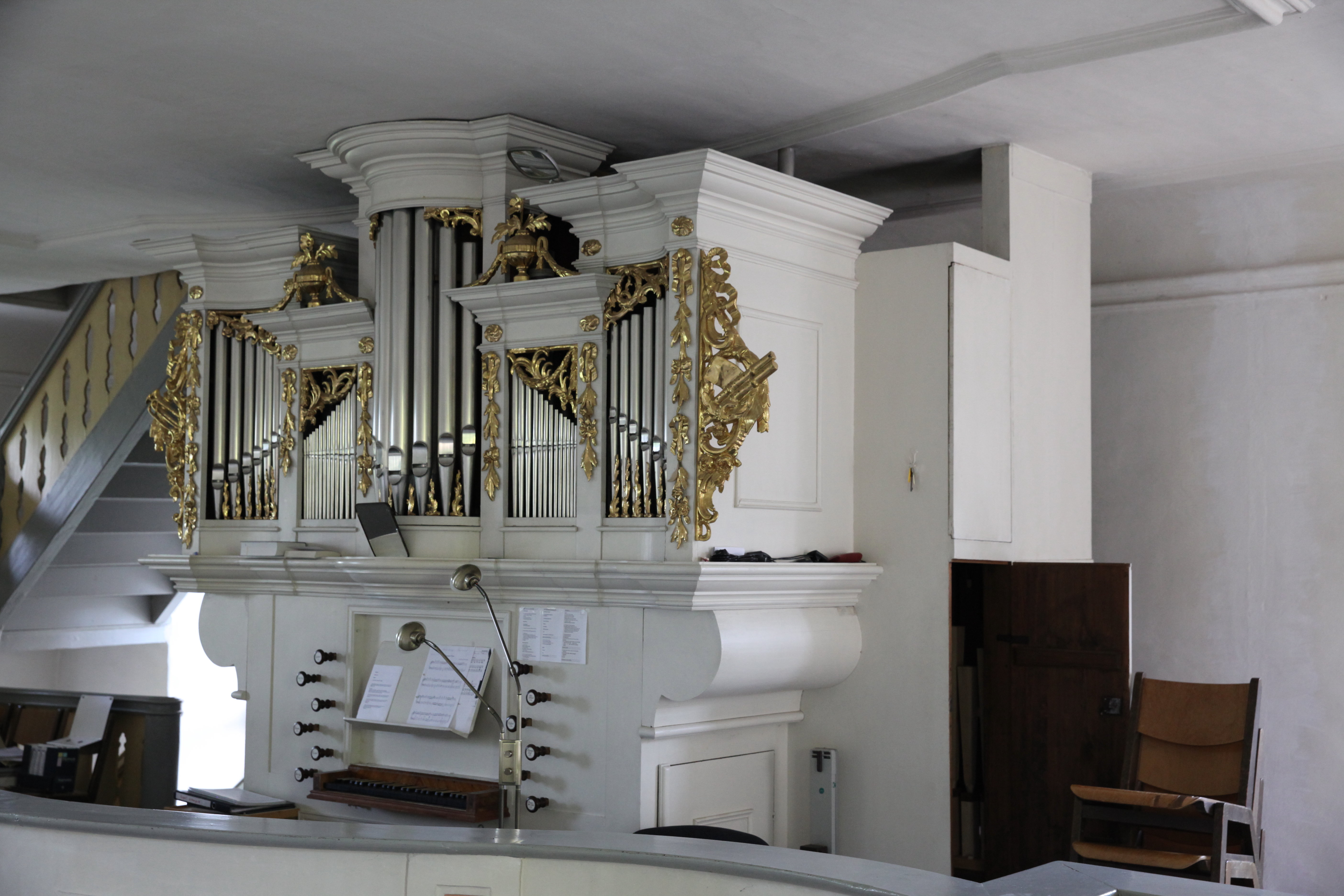
Orgel

Um 1619 wurde die erste Orgel aufgestellt. Nach der Kirchenerweiterung um das Jahr 1790 errichtete 1794 der Neustadter Orgelbauer Johann Andreas Hofmann die gegenwärtige Orgel auf der oberen Westempore unter Verwendung von Pfeifenreihen der Vorgängerorgel von 1619. Im Ersten und Zweiten Weltkrieg mussten Orgelpfeifen abgeliefert werden. Eine Restaurierung der Barockorgel, unter anderem mit einer neuen Manualklaviatur, führte von 1953 bis 1955 der Orgelbauer Walcker aus Ludwigsburg durch.
Eine umfassende und grundlegende Sanierung, unter anderem mit einer Rekonstruktion der Keilbalganlage, folgte in den Jahren 2010/11 durch den Orgelbaumeister Andreas Hemmerlein aus Cadolzburg. Die Orgel hat elf Register, ein Manual, und Pedal.
Der fünfteilige, spätbarocke-frühklassizistische Orgelprospekt ist in einen Rundturm, Zwischenfelder und konkav vorgezogene Rechteckfelder gegliedert. Das vergoldete Dekor besteht aus Rankenwerk, klassizistischen Gehängen und Vasen sowie Blindflügeln im Übergangsstil und Musikinstrumenten.

## Kirchengemeinde
Der Kirchensprengel umfasst neben Ahorn die Nachbarorte Triebsdorf, Schafhof, Finkenau und Hohenstein.